# Sportpädagogik
Sportpädagogik ist jene wissenschaftliche Disziplin, die den „Zusammenhang von Sport und Erziehung“ thematisiert. Diese allgemeine Auslegung entspricht in der Wortbedeutung einer Pädagogik, die sich auf das „Kulturphänomen und Gesellschaftsproblem Sport“ (Hans Groll) bezieht. Dazu werden theoretische Grundlagen für eine auf Bewegung, Spiel und Sport ausgerichtete Praxis entwickelt. Ziel ist es, einen Beitrag zur Förderung menschlicher Entwicklung und Bildung zu leisten.
Für die Planung, Durchführung und Auswertung von Sportunterricht ist die Sportpädagogik, zusammen mit der Sportdidaktik, die wichtigste Bezugswissenschaft. Sie steht ihrerseits in enger Beziehung zur Allgemeinen Pädagogik und zu anderen Disziplinen der Sportwissenschaft.
Die Sportpädagogik geht auf Pierre de Coubertin zurück, der für die sportliche Erziehung in den britischen Public Schools eine theoretische Grundlage schuf. In Deutschland vertrat der Göttinger Pädagoge Herman Nohl, angeregt durch das studentische Rudern seines Kollegen Bernhard Zimmermann, das aus der Sportpädagogik entlehnte Konzept des Gruppenwetteifers, das er jedoch auf den gesamten Unterricht anwenden wollte. Von Sportpädagogik als Bezeichnung für ein sportwissenschaftliches Fachgebiet wird in Deutschland jedoch erst seit Ende der 1960er Jahre gesprochen, nachdem das Buch Grundlagen der Sportpädagogik von Ommo Grupe erschienen war. In diesem Buch wurde zum ersten Mal – gewissermaßen als Programm – im Titel der neue Name eines Fachgebiets benutzt, das in seiner langen Geschichte unterschiedliche Namen getragen hatte und als „Gymnastik“, „Turnen“, „Leibesübungen“, „Leibeserziehung“, „Körpererziehung“ oder „Theorie der Leibeserziehung“ bezeichnet wurde.

Die Entstehung des wissenschaftlichen Fachgebiets und des Begriffs „Sportpädagogik“ fällt in Deutschland zeitlich mit der Entstehung der übergeordneten Sportwissenschaft zusammen. Während in der Frühzeit die Sportpädagogik sich auch um die Wettkampfpädagogik kümmerte, gilt der Wettkampfsport in zunehmendem Maße als nicht mit den Prinzipien der Pädagogik vereinbar.
An zahlreichen deutschen Hochschulen wurden seit den 1970er Jahren Lehrstühle für Sportpädagogik eingerichtet.
Der Stand des Jahres 2010 wurde in der Monografie von Robert Prohl Grundriss der Sportpädagogik zusammengefasst.